# Обряд (фильм, 2011)
«Обряд» (англ. The Rite) — драматический художественный фильм 2011 года с мистическим сюжетом. Мировая премьера состоялась 28 января 2011 года, в России — 5 мая 2011 года.
Теглайн: «Вы можете победить его, только когда вы верите».

## Сюжет
Фильм вдохновлён реальными событиями. Создан на основе книги The Making of a Modern Exorcist, опубликованной Мэттом Баглио в 2009 году. Главный герой кинокартины — Майкл Ковак, только что закончивший в США семинарию, является по духу своему скептиком, но отправляется в Ватикан обучаться экзорцизму. В Риме он знакомится с отцом Тревентом, который открывает неверующему студенту тайну тёмной стороны духовного мира.

## В ролях
- Энтони Хопкинс — отец Лукас Тревент
- Колин О'Донохью — Майкл Ковак
- Марта Гастини — Розария
- Алисе Брага — Анджелина Варгэс
- Рутгер Хауэр — Иштван Ковак
- Тоби Джонс — отец Мэтью
- Киаран Хайндс — отец Ксавьер
- Мария Грация Кучинотта — тётя Андрия